# Punctigerella
Punctigerella (лат.) — род цикадок из отряда полужесткокрылых.

## Описание
Цикадки длиной около 3 мм. Умеренно стройные, напоминающие по габитусу представителей рода Arboridia. 3 вида.
- Punctigerella betulae Vilbaste, 1968
- Punctigerella juchani Anufriev, 1971
- Punctigerella koreana Anufriev, 1971
- Punctigerella lamellaris Vilbaste, 1968